# 豊留昭浩
豊留 昭浩（とよとめ あきひろ、 1960年8月16日 -）は、日本の実業家。明星食品代表取締役社長、日清食品取締役。

## 来歴・人物
1983年関西大学商学部卒業後に日清食品へ入社。日清食品（中国）投資有限公司マーケティング部長、日清食品マーケティング部長、取締役営業企画部長、日清食品ホールディングス執行役員兼日清シスコ代表取締役社長兼湖池屋取締役を経て2021年現職。